# Bois-du-Luc

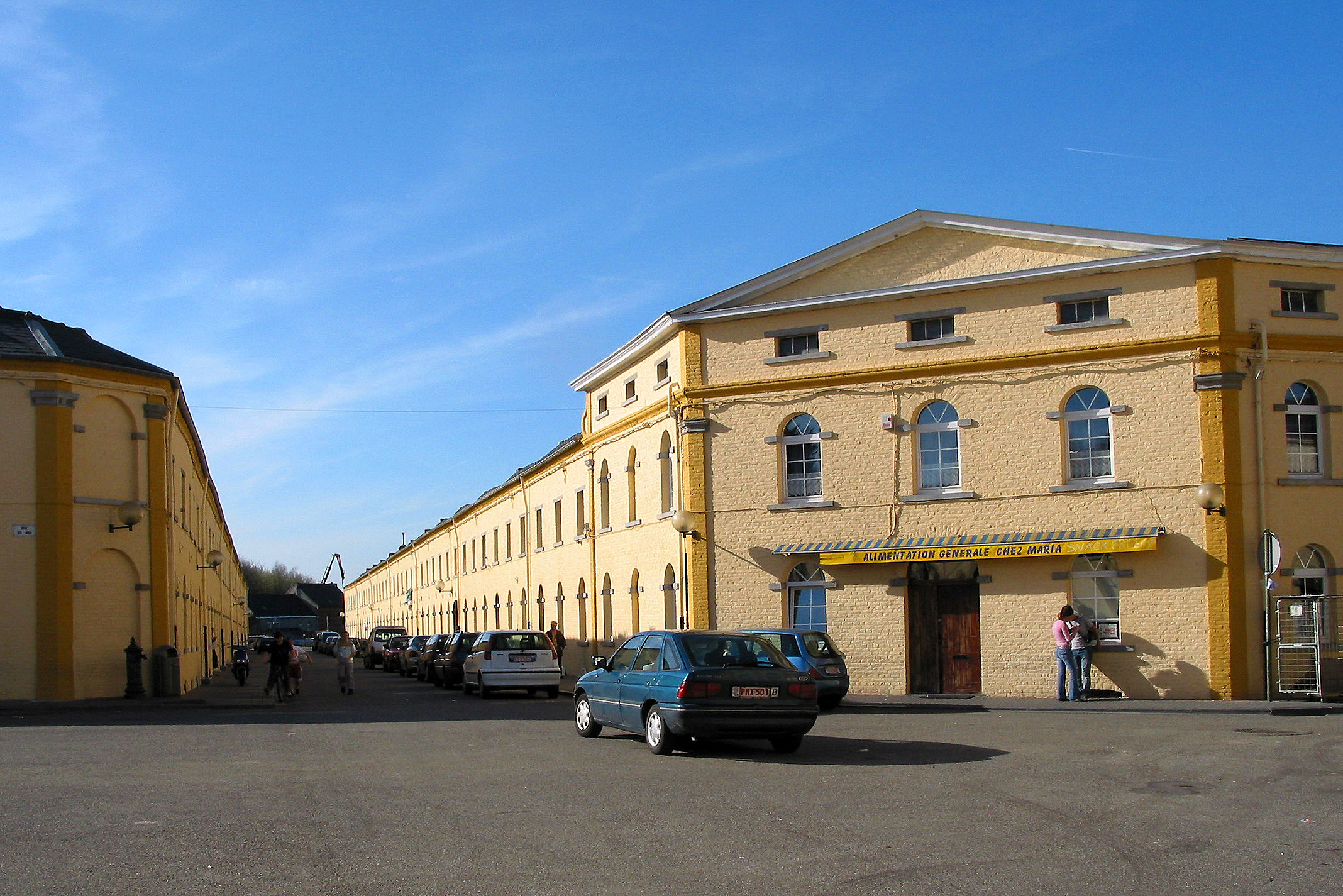
Vùng mỏ Bois-du-Luc

Bois-du-Luc là một trong những mỏ than lâu đời nhất tại Bỉ. Nó nằm ở thị trấn Houdeng-Aimeries của La Louvière và không còn hoạt động từ năm 1973. Các khu nhà được xây dựng từ năm 1838 đến 1853. Hiện nay, mỏ than đã được phục hồi và trở thành một tài sản văn hóa quan trọng. Năm 2012, cùng với ba mỏ than khác, Bois-du-Luc chính thức trở thành một phần của Di sản thế giới của UNESCO dưới tên gọi Khu mỏ chính ở Wallonia.

## Vị trí
Khu mỏ này nằm tại trung tâm của tỉnh Hainaut, giữa thành phố Mons và Charleroi. Ngoài ra, nơi đây cũng là trung tâm của vùng than trải dài từ khu vực Borinage tới Basse Sambre. La Louvière là trung tâm của mỏ than. Bắt đầu từ con số không vào năm 1869, thành phố này phát triển chóng mặt với sự thúc đẩy của công nghiệp hóa. Sự kết hợp nhờ vào nhiều yếu tố, trong đó có cả than đá, giao thông vận tải, vốn, gia tăng dân số và cả công nghệ của cuộc Cách mạng công nghiệp. Tuy nhiên, ngành khai thác than ở đây đã tàn lụi ở giai đoạn nửa sau của thế kỷ 20, nhưng nhờ có nó mà các ngành công nghiệp khác như thủy tinh, gốm sứ, cơ khí, thực phẩm, dệt đã phát triển theo.

## Lịch sử hoạt động
Bois-du-Luc là nơi bao gồm tất cả những thành tựu kỹ thuật và xã hội có được ở một mỏ than tại Bỉ. Hệ thống thoát nước ở mỏ than tồn tại từ năm 1685. Mỏ than cũng đã sử dụng công nghệ máy hơi nước Thomas Newcomen để có thể bơm nước ở độ sâu 112 mét. Chính sự ra đời của công nghệ này là con đường để Bois-du-Luc liên tục hiện đại hóa các thiết bị, bao gồm cả việc sử dụng Động cơ hơi nước Watt, thang máy, búa đinh, điện...
Đến năm 1973, mỏ than chính thức ngừng hoạt động.

## Tài sản
Một thành phố mỏ được xây dựng vào năm 1838 nhằm thu hút lực lượng lao động cần thiết với việc đầy hứa hẹn khi bắt đầu việc khai thác ở Saint-Emmanuel. Ý tưởng của thành phố chính được lấy từ Henri De Gorge xây dựng Grand Hornu. Các tòa nhà ở đây bao gồm cơ sở giáo dục, y tế, tôn giáo, văn hóa. Khu vực văn phòng bao gồm phòng của giám đốc, nhân viên, phòng hội thảo. Các cơ sở phụ trợ khác bao gồm tòa nhà cho các thợ cả, phòng đèn và nhà tắm cho nam. Lò giếng đứng được hỗ trợ bằng khung tời được xây dựng năm 1913, nằm dải rác là các đống xỉ than.

## Hình ảnh

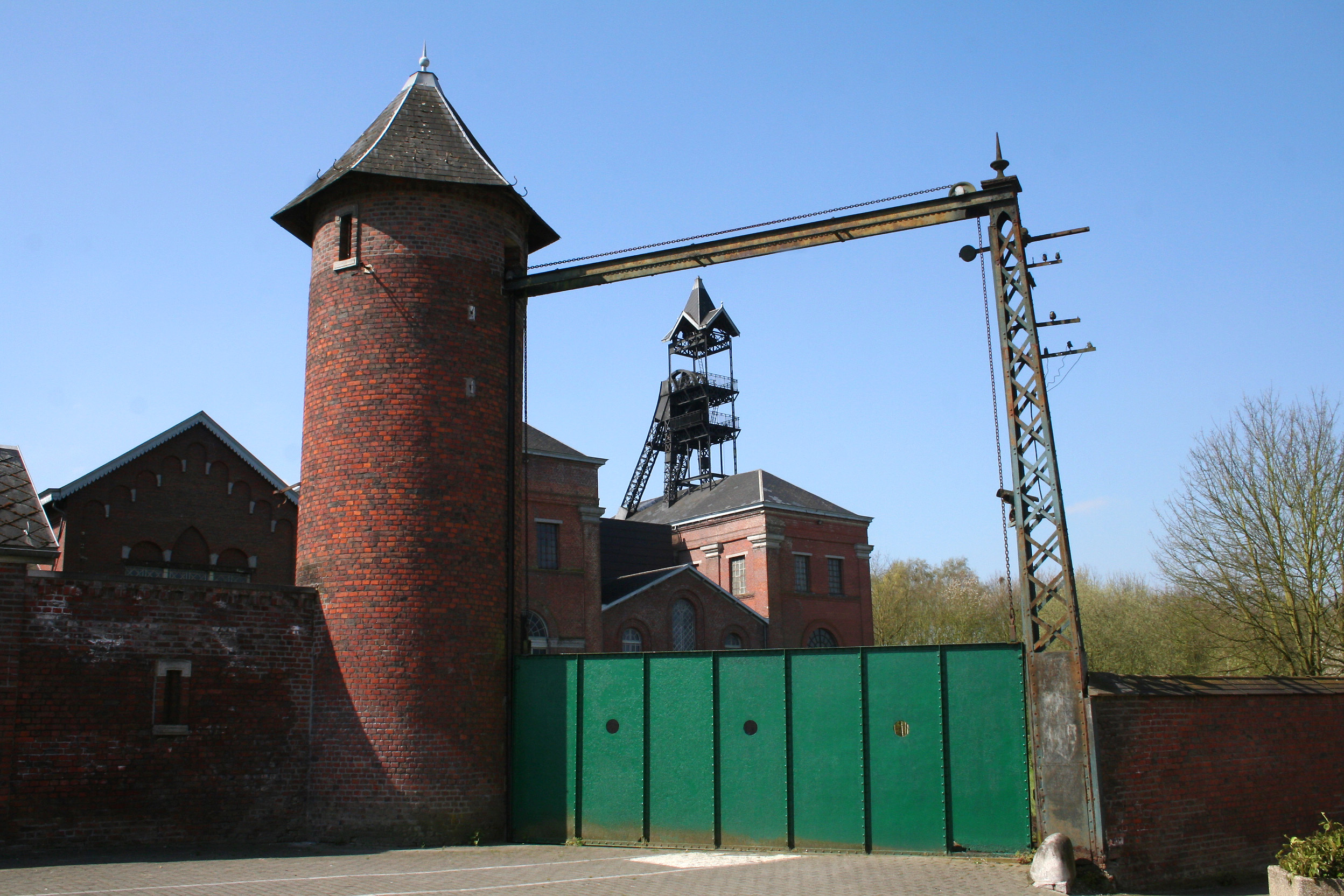
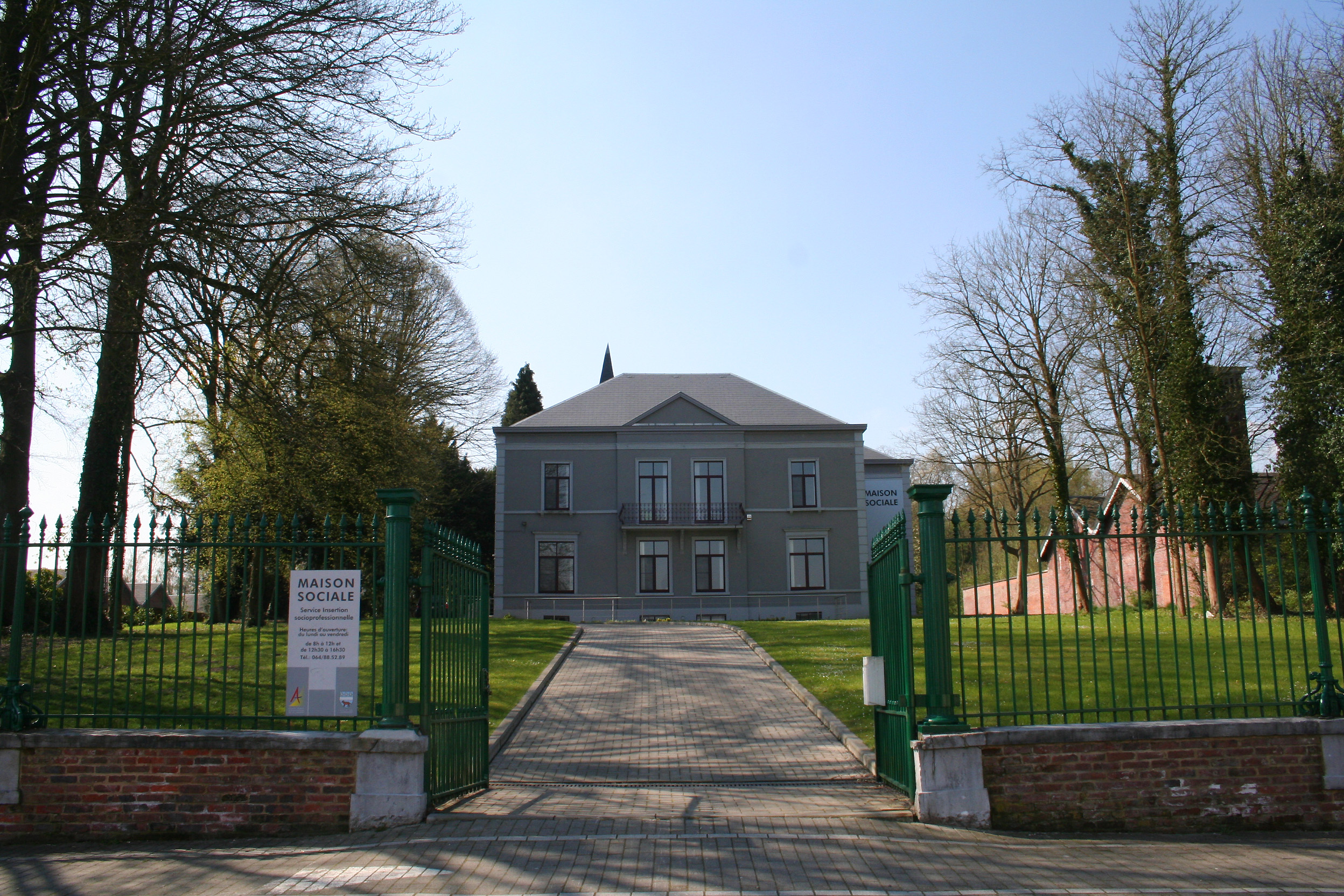
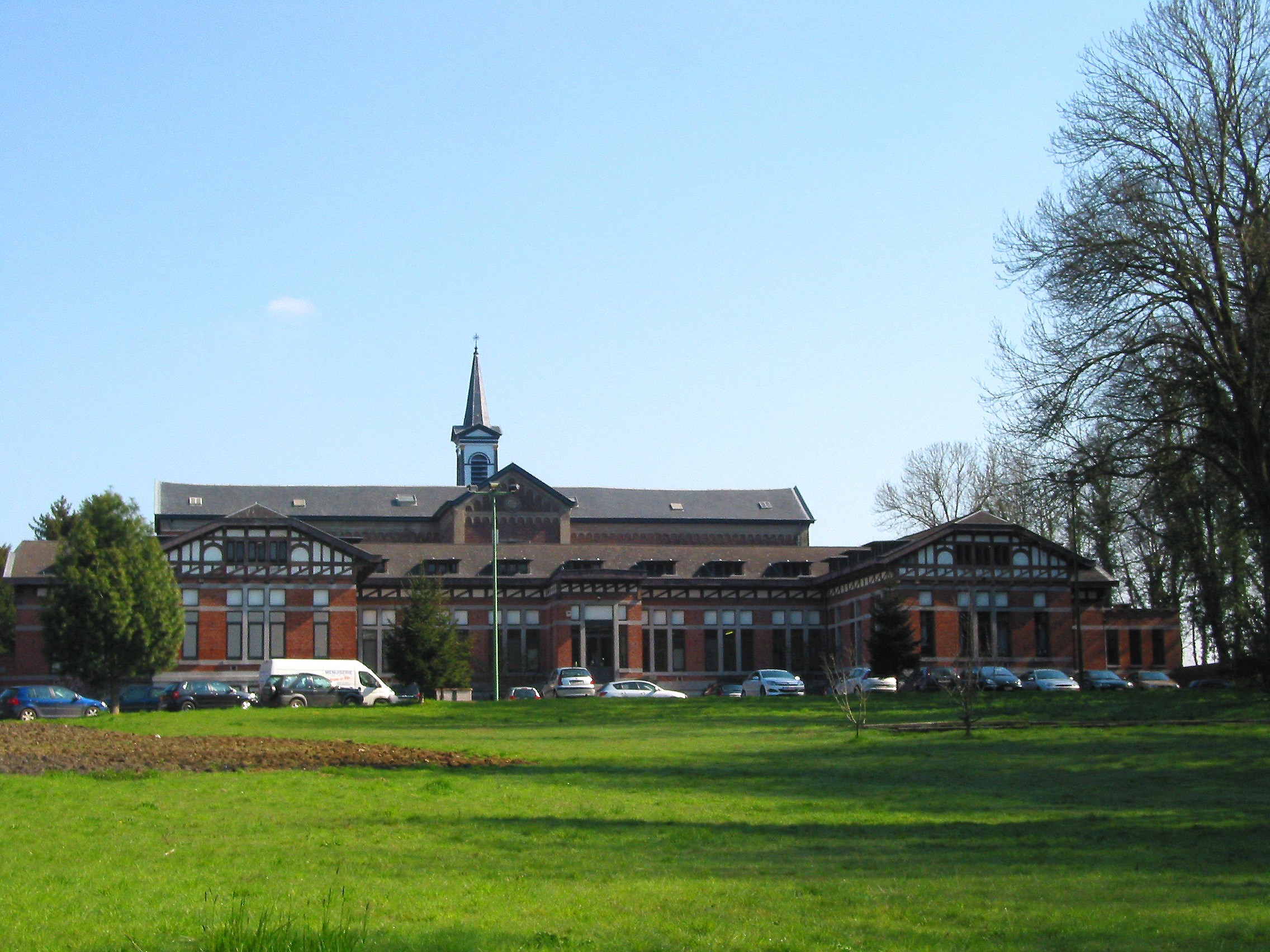
Bệnh viện
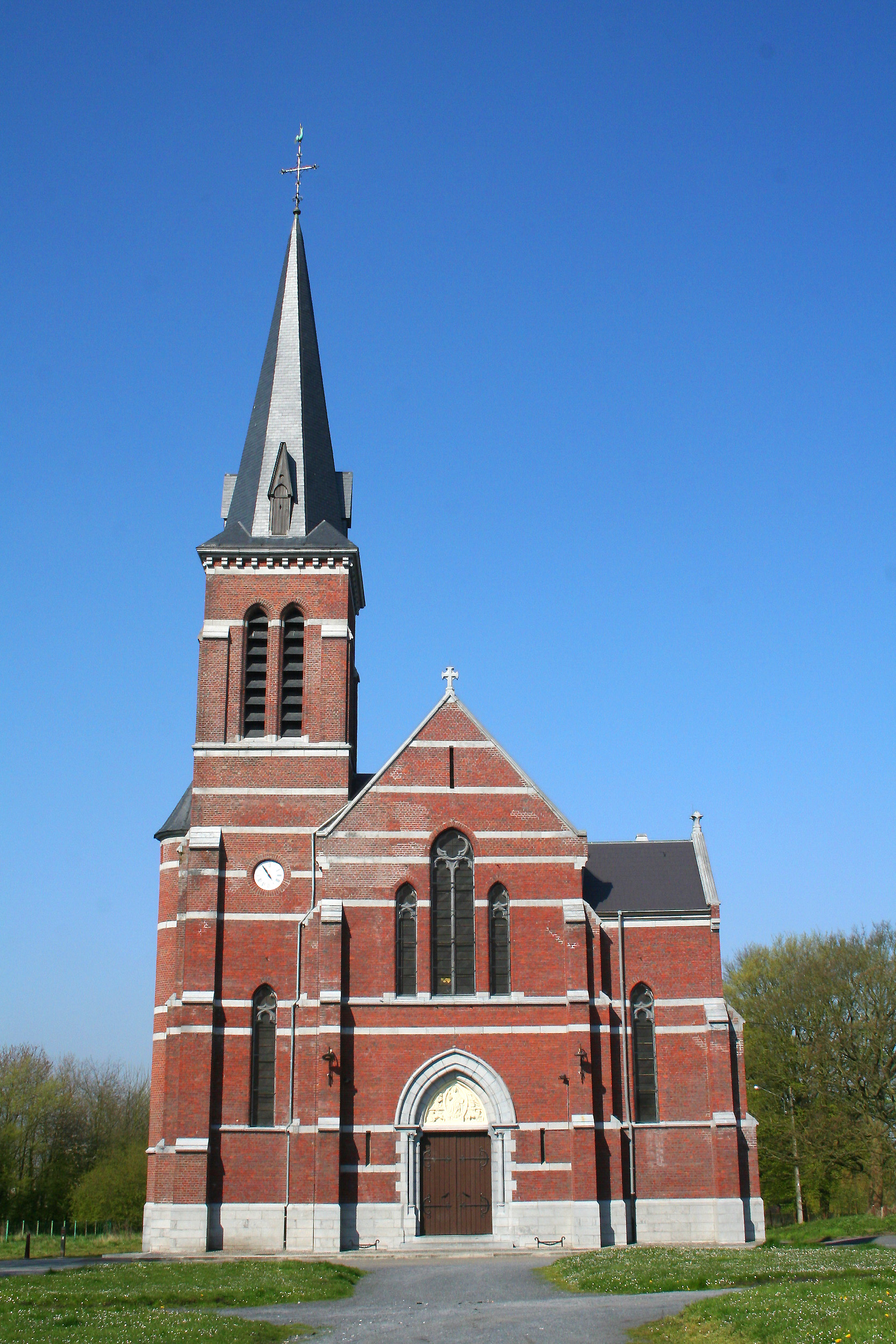
Nhà thờ St Barbara
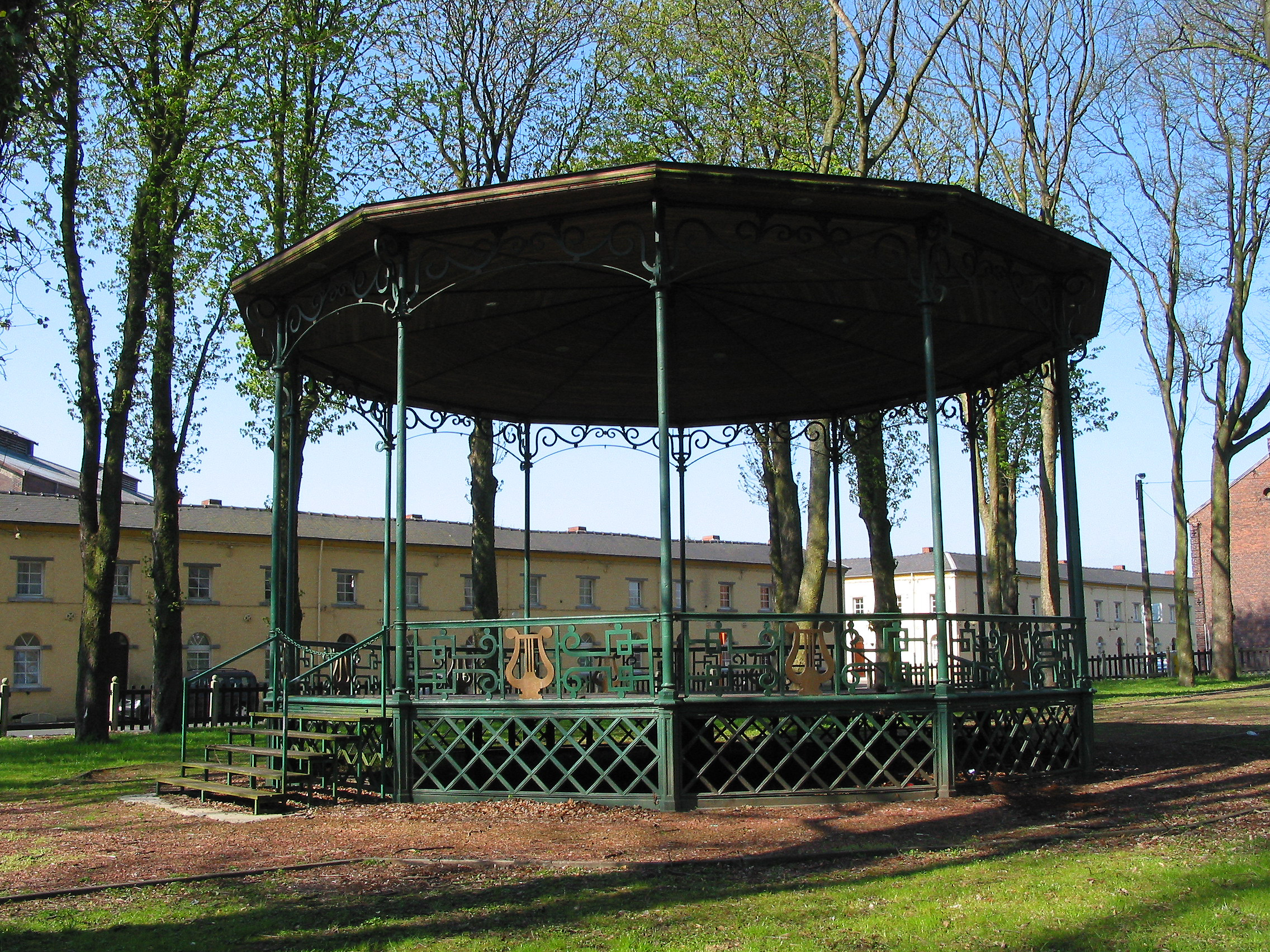
Một vọng lâu